# 查尔斯·克拉克斯顿
小查尔斯·克拉克斯顿（英語：Charles Claxton Jr.，1970年12月13日—），美国NBA联盟前职业篮球运动员。他在1994年的NBA选秀中第2轮第23顺位被菲尼克斯太阳选中。